# Ptinus
Ptinus är ett släkte av skalbaggar. Ptinus ingår i familjen Ptinidae.

## Bildgalleri

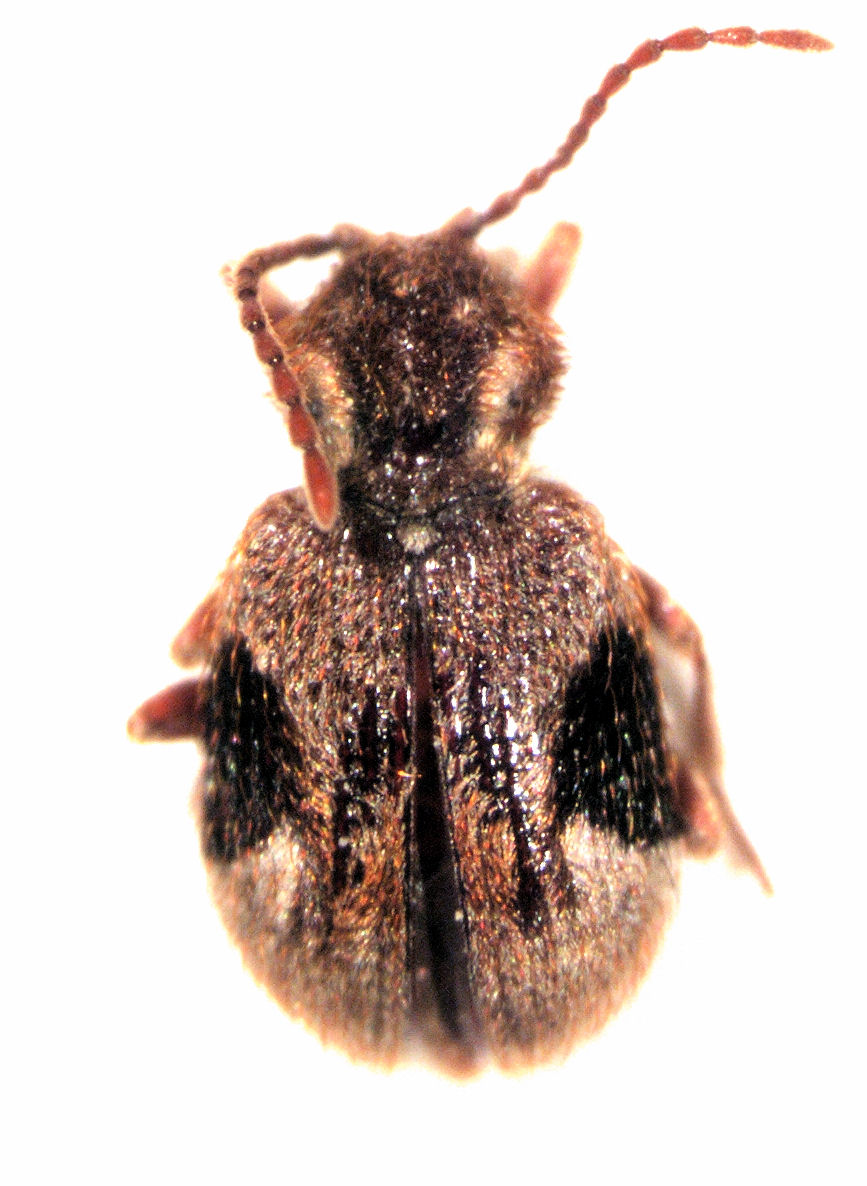
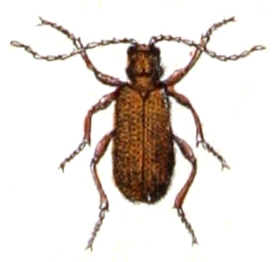
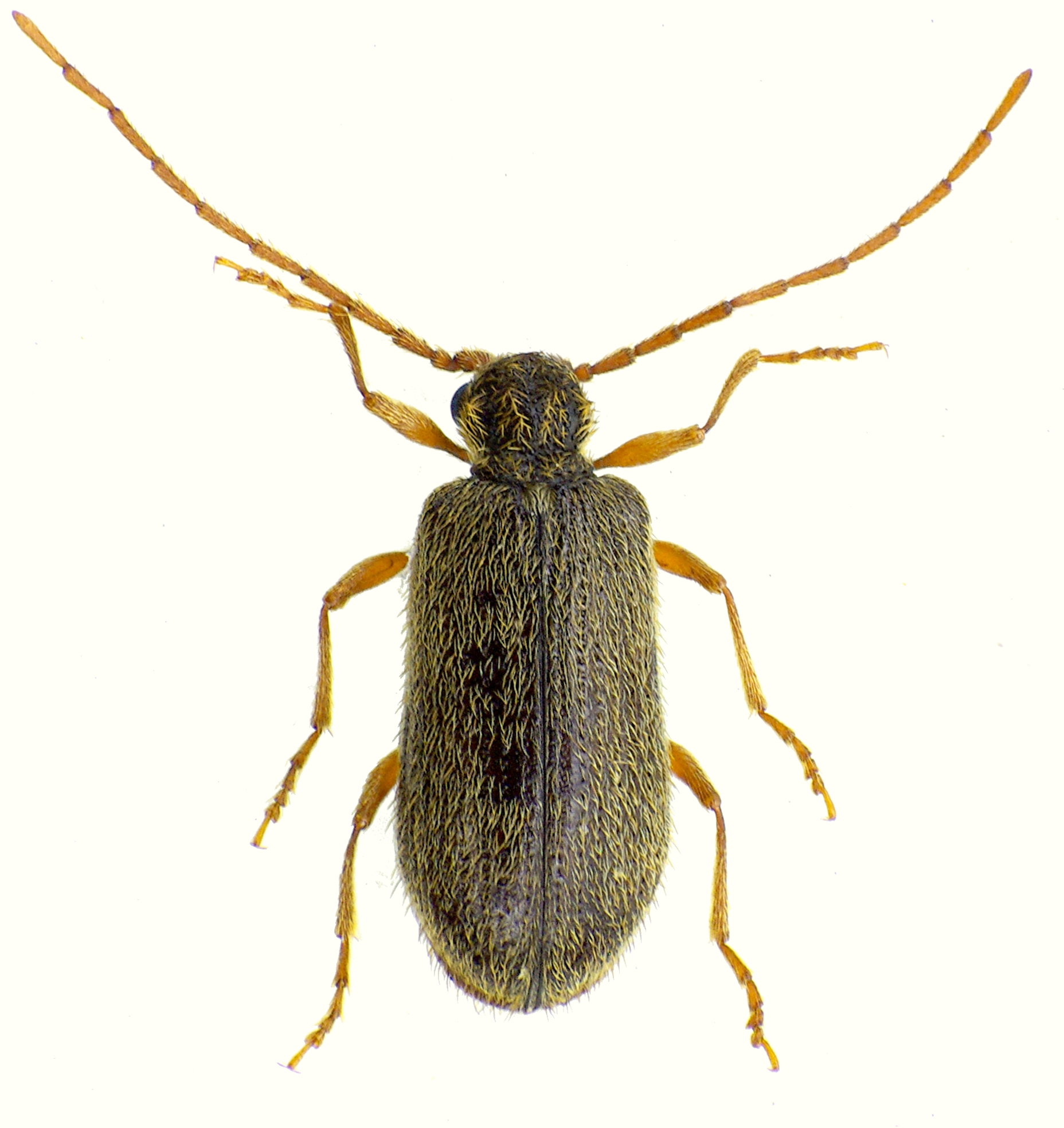

## Dottertaxa tillPtinus, i alfabetisk ordning[1]
- Ptinus agnatus
- Ptinus alternatus
- Ptinus barberi
- Ptinus bicinctus
- Ptinus bimaculatus
- Ptinus caelebs
- Ptinus californicus
- Ptinus clavipes
- Ptinus cognatus
- Ptinus concurrens
- Ptinus constrictus
- Ptinus eximius
- Ptinus fallax
- Ptinus falli
- Ptinus feminalis
- Ptinus fur
- Ptinus gandolphei
- Ptinus hystrix
- Ptinus interruptus
- Ptinus latro
- Ptinus longivestis
- Ptinus mitchelli
- Ptinus paulonotatus
- Ptinus prolixus
- Ptinus quadrimaculatus
- Ptinus raptor
- Ptinus strangulatus
- Ptinus tectus
- Ptinus texanus
- Ptinus tuberculatus
- Ptinus tumidus
- Ptinus variegatus
- Ptinus vegrandis
- Ptinus verticalis
- Ptinus villiger